# جان برارد
جان برارد (انگلیسی: John Barrard؛ ۳۰ نوامبر ۱۹۲۳ – ۱۳ اکتبر ۲۰۱۳) یک هنرپیشه اهل انگلستان بود.

## فیلم‌شناسی
- نگاه دزدکی
- پادشاه داوود
- وروجک‌ها
- جنگ و یادبود
- الیور توئیست
- مردی که زیاد می‌دانست
- تاب خوردن با فینکل‌ها